# Гнатовський Микола Миколайович
Микола Миколайович Гнатовський (нар. 1 липня 1977, Київ) — український юрист і науковець. Суддя Європейського Суду з прав людини з 27 червня 2022. Перший віцепрезидент Української асоціації міжнародного права.  

## Життєпис
З 1984 по 1994 навчався у київській школі №43, яку закінчив з золотою медаллю.   
З 1994 по 1999 навчався у Інституті міжнародних відносин Київського Національного Університету імені Тараса Шевченка, де здобув кваліфікацію магістра міжнародного права і перекладача з англійської (диплом з відзнакою).   
З жовтня 1999 по жовтень 2002 навчався в аспірантурі ІМВ і у грудні 2002 захистив кандидатську дисертацію на тему «Становлення та тенденції розвитку європейського правового простору». У січні 2011 отримав вчене звання доцента кафедри міжнародного права.   
З листопада 2002 по червень 2003 викладав на кафедрі порівняльного правознавства, а з липня 2003 по червень 2022 — на кафедрі міжнародного права ІМВ КНУ. З 2017 по 2020 був запрошеним викладачем магістерської програми з прав людини УКУ.  
З грудня 2008 по грудень 2010 був заступником директора Інституту міжнародних відносин Київського Національного Університету імені Тараса Шевченка з навчальної роботи.  
У 2004 навчався на програмі з асиметричних міжнародних відносин в  Йоркському університеті (Торонто, Канада). У 2010 пройшов поглиблений курс з міжнародного гуманітарного права (Гарвардський університет).  
З січня 2000 по грудень 2017 — вчений секретар, а з грудня 2017 — перший віцепрезидент ВГО "Українська асоціація міжнародного права". Член Європейського та Американського товариств міжнародного права.   
Фахівець з міжнародного публічного права та права прав людини. Автор понад 90 публікацій з європейського та міжнародного права захисту прав людини, міжнародного гуманітарного права, міжнародного кримінального права, міжнародного судового процесу. З 2003 співробітничав з МКЧХ як викладач та дослідник права збройних конфілктів, член редакційної колегії "Міжнародного журналу Червного Хреста" (2011—2014), рецензент коментарів до Першої та Третьої Женевських конвенцій про захист жертв війни, співавтор бази даних зі звичаєвого міжнародного гуманітарного права.   
Член редакційних колегій наукових журналів з міжнародного права.  
Брав участь у роботі Міжвідомчої комісії з імплементації міжнародного гуманітарного права та Міжнародної ради експертів з питань злочинів, вчинених в умовах збройного конфлікту, при Офісі Генерального прокурора України. Був експертом прав людини у проєктах Ради Європи, ООН, ОБСЄ тощо.
У березні 2022 Микола Гнатовський як позаштатний радник Міністра закордонних справ України став одним з ініціаторів та авторів Декларації та Заяви про створення Спеціального трибуналу щодо злочину агресії проти України.

## Членство в Європейських інституціях від України
7 жовтня 2009 Миколу Гнатовського було обрано членом від України Європейського комітету з питань запобігання катуванням чи нелюдському або такому, що принижує гідність, поводженню чи покаранню (ЄКЗК) на чотирирічний термін. У 2013 і 2017 його було переобрано на цю посаду.
З березня 2013 по березень 2015 — віце-президент ЄКЗК.
З березні 2015 по березень 2021 — президент ЄКЗК. Його повторне переобрання у 2019 на цю посаду стало лише другим випадком за 30 років існування ЄКЗК, коли його голову було обрано на третій термін.
У січні 2022 очолив рейтинг кандидатів на посаду судді ЄСПЛ від України, а 11 лютого 2022 увійшов до остаточного списку кандитатів для обрання на цю посаду. 26 квітня 2022 Парламентська Асамблея Ради Європи обрала Миколу Гнатовського суддею ЄСПЛ від України. 27 червня 2022 він розпочав роботу суддею ЄСПЛ. 